# Iris damascena
Iris damascena är en irisväxtart som beskrevs av Paul Mouterde. Iris damascena ingår i släktet irisar, och familjen irisväxter. Inga underarter finns listade i Catalogue of Life.